# Смерть Пазухина
«Смерть Пазухина» — комедия в четырёх действиях Михаила Салтыкова-Щедрина, написанная  в 1857 году. Была разрешена царской цензурой к постановке лишь в 1889 году, уже после смерти автора.

## История создания
Вероятно, написать пьесу автора побудило предложение Михаила Каткова: «У вас настоящий талант для сцены». 
Изначально Салтыков писал пьесу под названием «Царство смерти» и планировал включить её в состав «Губернских очерков», однако закончил её значительно позже выхода цикла. С «Губернскими очерками» она связана местом действия (город Крутогорск) и персонажами, упоминавшимися в цикле (Фурначёв, семейство Пазухиных). По-видимому, Салтыков планировал её включить в свой второй цикл «Книга об умирающих», который так и не был написан.
Впервые пьеса была опубликована в октябре 1857 года в журнале «Русский вестник». К постановке была запрещена: цензор И. Нордстрем в докладе Управлению III Отделением отрицательно оценил произведение: «Лица, представленные в этой пьесе, доказывают совершенное нравственное разрушение общества».

## Действующие лица
- Прокофий Иваныч Пазухин, купеческий сын, 55 лет.
- Отставной генерал Андрей Николаич Лобастов, 60 лет, друг старого Пазухина, отца Прокофия Иваныча; происхождением из сдаточных.
- Фурначев, статский советник, 55 лет.
- Настасья Ивановна, жена его, 30 лет.
- Анна Петровна Живоедова, 40 лет, сирота, из благородных, живущая в доме старика Пазухина в качестве экономки.
- Отставной подпоручик Живновский, 50 лет.
- Финагей Прохоров Баев, пестун старого Пазухина.
- Иван Прокофьич Пазухин, 75 лет, купец первой гильдии и потомственный почетный гражданин, занимающийся откупами и подрядами.
- Никола Велегласный, мещанин; пожилой.
- Мавра Григорьевна, второбрачная жена Прокофия Иваныча, 20 лет.
- Василиса Парфентьевна, мать ее, 50 лет; придерживается старых обычаев.
- Леночка Лобастова, 30 лет, девица.
- Трофим Северьяныч Праздников, выгнанный из службы, за безобразие, приказный.
- Лакеи, горничные, сторожа, кучера и проч.

## Сюжет
Старый Пазухин, купец первой гильдии, умирает. Его родственники ждут его смерти, чтобы закрепить за собой наследство полностью или частично. Сын Пазухина Прокофий Иваныч женился на девушке из старообрядческой семьи, из-за чего поссорился с отцом. Лобастов, друг старого Пазухина, пытается убедить Прокофия «сбрить бороду» и помириться с отцом, чтобы часть наследства отошла Леночке Лобастовой, его дочери. Однако Прокофий не принимает советы Лобастова. Поэтому он пытается убедить своего зятя, статского советника Фурначева, выкрасть наследство и разделить пополам. Но Фурначев отказывается: Фурначев тайно намерен самостоятельно украсть наследство, которое буквально хранится в сундуке. Прокофий «сбривает мочалку» и приезжает мириться с отцом в присутствии всех родственников, но Фурначев всем рассказывает план Прокофия. 
Когда старый Пазухин наконец умирает, Фурначев прокрадывается в его дом, чтобы выкрасть сундук. Однако Прокофий Иваныч заранее узнаёт о его плане, а потому вместе со всеми остальными прячется. Когда Фурначев выходит, Пазухин разоблачает его при всех. Мало того, чтобы отомстить, он созывает всех крепостных отца, чтобы при всех унизить вора. Всех остальных родственников он убеждает подписать донесение как свидетелей, обещая им часть наследства. Комедия оканчивается фразой Живновского, обращённой к зрителям: «Господа! представление кончилось! Добродетель... тьфу бишь! порок наказан, а добродетель... да где ж тут добродетель-то!»

## Сценическая судьба

### Первые постановки
«Смерть Пазухина» была разрешена к представлению лишь после смерти Салтыкова. Впервые и с успехом она была показана Харьковским театром 30 декабря 1889 г. 

## Список постановок
- 1889 — Первая постановка в Харьковском театре.
- 1893 — Александринский театр. В ролях: К. А. Варламов (Фурначев) и др.
- 1914 — Московский художественный театр, реж. Владимир Немирович-Данченко. В ролях: И. М. Москвин (Прокофий Пазухин), Василий Лужский (Лобастов) и др.
- «Смерть Пазухина», фильм-спектакль Ленинградского БДТ им. Горького, режиссёр Григорий Никулин-ст. записан на плёнку в 1957 году
- 2020 — «Один день, или Конец света» — Русский драматический театр г. Стерлитамак